# Fozil Musaev
Fozil Musaev (2 de enero de 1989) es un futbolista uzbeko que juega como centrocampista en el F. K. Buxoro.

## Selección nacional
Jugó 25 veces para la selección de fútbol de Uzbekistán.

## Trayectoria

### Clubes
| Club                     | País       | Año       |
| ------------------------ | ---------- | --------- |
| Nasaf Qarshi             | Uzbekistán | 2007-2008 |
| Mash'al Mubarek          | Uzbekistán | 2009-2011 |
| Nasaf Qarshi             | Uzbekistán | 2011-2012 |
| F. K. Bunyodkor Tashkent | Uzbekistán | 2013      |
| Muaither S. C.           | Catar      | 2013-2014 |
| Lokomotiv Tashkent       | Uzbekistán | 2014      |
| Sepahan F. C.            | Irán       | 2015-2016 |
| Nasaf Qarshi             | Uzbekistán | 2016      |
| Júbilo Iwata             | Japón      | 2017-2020 |
| F. K. Turon              | Uzbekistán | 2021      |
| Metallurg Bekabad        | Uzbekistán | 2022      |
| F. K. Neftchi Fergana    | Uzbekistán | 2022-2024 |
| F. K. Buxoro             | Uzbekistán | 2024-     |

### Selección nacional
| Selección | País       | Año   |
| --------- | ---------- | ----- |
| Absoluta  | Uzbekistán | 2009- |

## Estadística de equipo nacional
| Selección de fútbol de Uzbekistán | Selección de fútbol de Uzbekistán | Selección de fútbol de Uzbekistán |
| Año                               | Part.                             | Goles                             |
| --------------------------------- | --------------------------------- | --------------------------------- |
| 2009                              | 1                                 | 0                                 |
| 2012                              | 8                                 | 0                                 |
| 2013                              | 3                                 | 0                                 |
| 2014                              | 6                                 | 0                                 |
| 2015                              | 2                                 | 0                                 |
| 2018                              | 1                                 | 0                                 |
| 2019                              | 4                                 | 0                                 |
| Total                             | 25                                | 0                                 |